# Janthecla janthina
Janthecla janthina is een vlinder uit de familie van de Lycaenidae. De wetenschappelijke naam van de soort werd als Thecla janthina in 1867 gepubliceerd door William Chapman Hewitson.